# Balafon
Le balafon, également appelé bala ou balani, est un instrument de percussion idiophone mélodique et plus précisément un xylophone à résonateurs, utilisé en Afrique occidentale. 
Il peut être pentatonique, heptatonique ou chromatique, et comporte généralement entre 16 et 27 notes produites par des lames de bois que l'on percute avec des baguettes, et dont le son est amplifié par des calebasses disposées en dessous.
On trouve aujourd'hui des balafons, sous différentes formes, dans de nombreuses régions d'Afrique . 

## Description
Le balafon est un instrument mélodique à percussion.

## Origine
Le mot « balafon » vient du malinké bala fo, « xylophone/parler », c’est-à-dire « faire parler le xylophone », autrement dit « jouer du xylophone ».
Particulièrement présent dans la musique mandingue où son existence est attestée depuis le XIVe siècle, le balafon serait né dans le Royaume  Sosso (XIIe siècle), dans l’actuel Mali. Ce balafon existe encore et est nommé Sosso Bala.
Cet instrument est cité dans l’hymne national du Sénégal, Le Lion rouge, également appelé Pincez tous vos koras, frappez les balafons d'après ses premiers vers.

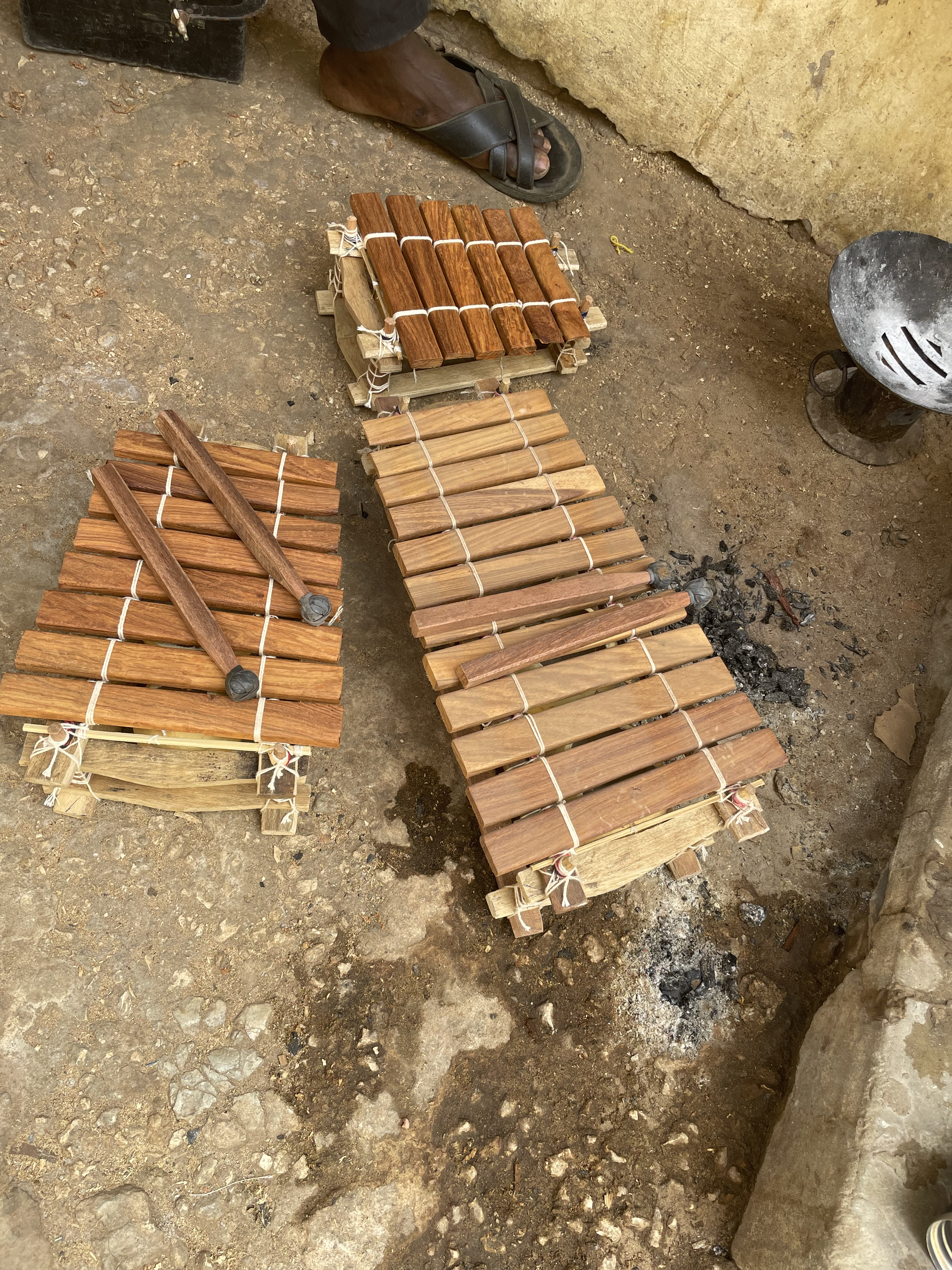
Le balafon du Sénégal.

## Facture
Le balafon est composé d'une structure de bois légère nouée avec des lanières en cuir, sur laquelle des lames en bois durs sont rangées en taille et hauteur croissantes (plus les lamelles sont courtes, plus le son est aigu) et des paires de petites calebasses sont placées en dessous formant des caisses de résonance. Parfois ces calebasses sont percées et les trous sont recouverts de membranes qui vibrent (système du mirliton), faites traditionnellement de toiles d'araignées ou des ailes de chauves-souris (aujourd'hui remplacées par du papier à cigarette ou une fine membrane en plastique). Comme les calebasses sont de plus en plus grandes d'un côté, le balafon est plus haut d'un côté que de l'autre.
Pour éviter d'avoir un instrument trop large, les facteurs les courbent légèrement en arc de cercle afin de permettre au musicien placé en son centre de toucher toutes les lames sans se déplacer.
On peut remarquer que deux types de balafons tendent à se « démocratiser » en Afrique occidentale:
- Bala est le balafon à grosses calebasses, et lames larges (régions de Kolokani et Bobo Dioulasso entre autres), aux sons graves.[réf. nécessaire] Ce balafon est parfois appelé Bala dioula ou Bala sénoufo. Le nombre de lames qu'il comporte et la manière de l'accorder varient en fonction des régions, mais les balas de 14 à 18 lames en accord pentatonique sont les plus fréquents.
- Balani (ni est un diminutif), est le balafon à petites calebasses[réf. nécessaire], aux lames étroites (3 à 4 cm), usuellement utilisé dans les orchestres, et à la tessiture plus élevée mais à l'ambitus généralement égal ou plus faible que le Bala. Il comporte généralement 21 lames. Aujourd'hui, l'accord le plus souvent rencontré est diatonique. Traditionnellement, l'accord serait plus proche d'un accord équiheptatonique, très différent du système musical occidental...

Un balafon est généralement capable de produire de 18 à 25 notes (et comporte donc autant de lames). Cependant, certains balafons portables en comportent beaucoup moins (16, 12, 8 voire 6 ou 7).

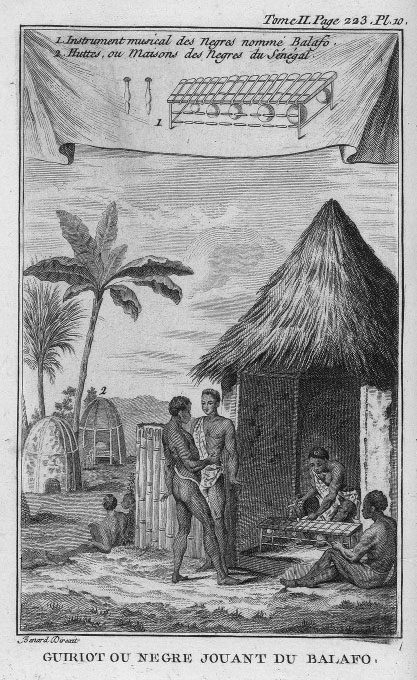
Balafo au Sénégal (gravure 1825)

## Jeu
On en joue soit debout avec des sangles soutenant le balafon, soit assis, et on le frappe au moyen de deux baguettes recouvertes de caoutchouc.
Un orchestre est souvent composé de trois balafons, un grave, un médium et un aigu accompagnés de tambours verticaux djembé et de tambour d'aisselle tama.
Parmi les joueurs de balafon, les plus connus sont Mory Kanté, Adama Condé, Aly Keita, Mamadou Diabaté, Amadou Kienou, Lansiné Diabaté, Nani Palé, Les Zawagui, Seydou Diabaté qui joue dans le groupe Kanazoé Orkestra.
Un festival qui lui est consacré, Triangle du balafon, se déroule chaque année à Sikasso (Mali). La construction d’un musée du balafon est prévue à Sikasso, à Bougoula-Hameau, une nuit dénommée nuit du balafon d'or est organisée chaque année à Bobo-Dioulasso.

## Célébration et spiritualité
Le balafon est souvent associé à des cérémonies festives, des mariages, des rituels de passage et autres occasions spéciales. Sa présence est également marquante dans des cérémonies religieuses, ajoutant une dimension spirituelle à sa musicalité.

## Balafon chez les Sénoufo
Les Sénoufo, qui parlent le sénar, n'utilisent pas le mot balafon et ont leurs propres termes qui diffèrent selon les dialectes, notamment le mot ncegele.
Les balafons sénoufo ont une échelle équipentaphonique, caractérisée par cinq degrés équidistants à l’octave, composés de 11 à 21 lames.
Les airs de balafon varient suivant la nature de la diffusion (villageoise, régionale), la destination (vieux, jeunes), la circonstance (funérailles, labour, divertissement), le thème (mort, louange, morale, fait historique, relation amoureuse). Certains airs liés aux cérémonies funéraires (annonce d’un décès, enveloppement du mort dans des tissus, enterrement proprement dit) sont considérés comme étant très anciens, même si chaque village, voire chaque quartier dans un grand village, en possède sa propre version.
Le balafon sénoufo s’est vu inscrire en 2012 sur la liste représentative du patrimoine culturel immatériel de l’humanité grâce à la candidature conjointe de trois pays (la Côte d’Ivoire, le Mali, le Burkina Faso).

## La renaissance du balafon

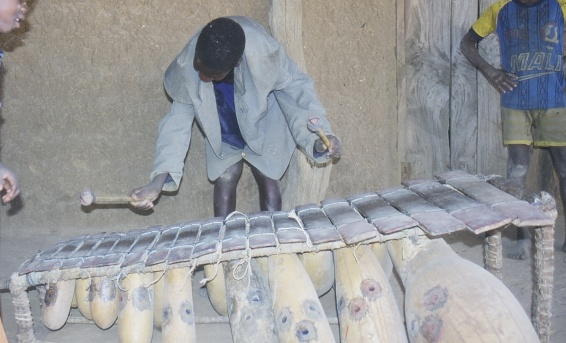
Jeune joueur de balafon au Mali.

Alors que le monde moderne évolue, le balafon maintient sa place dans les communautés africaines et au-delà. Des efforts sont déployés pour préserver et promouvoir cet instrument, avec des écoles de musique et des festivals qui contribuent à son renouveau.
Le balafon est bien plus qu'un instrument de musique. C'est un porte-parole culturel, un gardien de tradition et un ambassadeur musical de l'Afrique,. Sa notoriété continue de captiver les auditeurs du monde entier, témoignant de la richesse et de la diversité de la musique africaine.

### Discographie
- El Hadj Djeli Sory Kouyate, Guinée, anthologie du balafon mandingue, Buda musique, Adès, Paris, 3 CD + 3 livrets d'accompagnement (enregistrements réalisés au Palais du peuple de Conakry en novembre 1991 par Stéphane Larrat)
- Madou Koné & Benno Sterzer, Balafon - Songs from Africa, Extraplatte, Wien, 1 CD, live recording 1997

### Filmographie
- Le Balafon avec Aly Keita & Gert Kilian, www.le-salon-de-musique.com 2009, 142 min DVD
- Balafon, film de Bernard Surugue, CNRS Audiovisuel, Meudon, 1969, 19 min (vidéocassette)
- Les maîtres du balafon, série de quatre films de Hugo Zemp en un coffret de 3 DVD (Fêtes funéraires, 2001, 80 min ; La joie de la jeunesse, 2002, 70 min ; Le bois et la calebasse, 2002, 43 min, Ami, bonne arrivée !, 27 min, 2002). Production Sélénium Films/Süpor XAO. Distribution : L'Harmattan Vidéo (www.harmattantv.com)
- Siaka, musicien africain, film de Hugo Zemp. 2005, 79 min. Production Sélénium Films/Süpor XAO. Distribution L'Harmattan Vidéo (www.harmattantv.com)